# Bangsereh (Batu Marmar)
Bangsereh is een bestuurslaag in het regentschap Pamekasan van de provincie Oost-Java, Indonesië. Bangsereh telt 4332 inwoners (volkstelling 2010).